# 葡萄牙足球联赛系统
葡萄牙足球联赛系统，为葡萄牙各级别足球联赛组成的系统。

## 男子

### 2022-23賽季
| 级别 | 级别 | 级别 | 级别 | 联赛                                                           | 联赛                                                           | 联赛                                                           | 联赛                                                           | 联赛                                                           | 联赛                                                           | 联赛                                                           | 联赛                                                           | 联赛                                                           | 联赛                                                           | 联赛                                                           | 联赛                                                           | 联赛                                                           | 联赛                                                           | 联赛                                                           | 联赛                                                           | 联赛                                                           | 联赛                                                           | 联赛                                                           | 联赛                                                           | 联赛                                                           | 联赛                                                           | 联赛                                                           | 联赛                                                           |
| 1    | 1    | 1    | 1    | 葡萄牙足球超级联赛（葡超）（Primeira Liga） （全国性） 18 队   | 葡萄牙足球超级联赛（葡超）（Primeira Liga） （全国性） 18 队   | 葡萄牙足球超级联赛（葡超）（Primeira Liga） （全国性） 18 队   | 葡萄牙足球超级联赛（葡超）（Primeira Liga） （全国性） 18 队   | 葡萄牙足球超级联赛（葡超）（Primeira Liga） （全国性） 18 队   | 葡萄牙足球超级联赛（葡超）（Primeira Liga） （全国性） 18 队   | 葡萄牙足球超级联赛（葡超）（Primeira Liga） （全国性） 18 队   | 葡萄牙足球超级联赛（葡超）（Primeira Liga） （全国性） 18 队   | 葡萄牙足球超级联赛（葡超）（Primeira Liga） （全国性） 18 队   | 葡萄牙足球超级联赛（葡超）（Primeira Liga） （全国性） 18 队   | 葡萄牙足球超级联赛（葡超）（Primeira Liga） （全国性） 18 队   | 葡萄牙足球超级联赛（葡超）（Primeira Liga） （全国性） 18 队   | 葡萄牙足球超级联赛（葡超）（Primeira Liga） （全国性） 18 队   | 葡萄牙足球超级联赛（葡超）（Primeira Liga） （全国性） 18 队   | 葡萄牙足球超级联赛（葡超）（Primeira Liga） （全国性） 18 队   | 葡萄牙足球超级联赛（葡超）（Primeira Liga） （全国性） 18 队   | 葡萄牙足球超级联赛（葡超）（Primeira Liga） （全国性） 18 队   | 葡萄牙足球超级联赛（葡超）（Primeira Liga） （全国性） 18 队   | 葡萄牙足球超级联赛（葡超）（Primeira Liga） （全国性） 18 队   | 葡萄牙足球超级联赛（葡超）（Primeira Liga） （全国性） 18 队   | 葡萄牙足球超级联赛（葡超）（Primeira Liga） （全国性） 18 队   | 葡萄牙足球超级联赛（葡超）（Primeira Liga） （全国性） 18 队   | 葡萄牙足球超级联赛（葡超）（Primeira Liga） （全国性） 18 队   | 葡萄牙足球超级联赛（葡超）（Primeira Liga） （全国性） 18 队   |
| 2    | 2    | 2    | 2    | 葡萄牙足球甲级联赛（葡甲）（Liga Portugal 2） （全国性） 18 队 | 葡萄牙足球甲级联赛（葡甲）（Liga Portugal 2） （全国性） 18 队 | 葡萄牙足球甲级联赛（葡甲）（Liga Portugal 2） （全国性） 18 队 | 葡萄牙足球甲级联赛（葡甲）（Liga Portugal 2） （全国性） 18 队 | 葡萄牙足球甲级联赛（葡甲）（Liga Portugal 2） （全国性） 18 队 | 葡萄牙足球甲级联赛（葡甲）（Liga Portugal 2） （全国性） 18 队 | 葡萄牙足球甲级联赛（葡甲）（Liga Portugal 2） （全国性） 18 队 | 葡萄牙足球甲级联赛（葡甲）（Liga Portugal 2） （全国性） 18 队 | 葡萄牙足球甲级联赛（葡甲）（Liga Portugal 2） （全国性） 18 队 | 葡萄牙足球甲级联赛（葡甲）（Liga Portugal 2） （全国性） 18 队 | 葡萄牙足球甲级联赛（葡甲）（Liga Portugal 2） （全国性） 18 队 | 葡萄牙足球甲级联赛（葡甲）（Liga Portugal 2） （全国性） 18 队 | 葡萄牙足球甲级联赛（葡甲）（Liga Portugal 2） （全国性） 18 队 | 葡萄牙足球甲级联赛（葡甲）（Liga Portugal 2） （全国性） 18 队 | 葡萄牙足球甲级联赛（葡甲）（Liga Portugal 2） （全国性） 18 队 | 葡萄牙足球甲级联赛（葡甲）（Liga Portugal 2） （全国性） 18 队 | 葡萄牙足球甲级联赛（葡甲）（Liga Portugal 2） （全国性） 18 队 | 葡萄牙足球甲级联赛（葡甲）（Liga Portugal 2） （全国性） 18 队 | 葡萄牙足球甲级联赛（葡甲）（Liga Portugal 2） （全国性） 18 队 | 葡萄牙足球甲级联赛（葡甲）（Liga Portugal 2） （全国性） 18 队 | 葡萄牙足球甲级联赛（葡甲）（Liga Portugal 2） （全国性） 18 队 | 葡萄牙足球甲级联赛（葡甲）（Liga Portugal 2） （全国性） 18 队 | 葡萄牙足球甲级联赛（葡甲）（Liga Portugal 2） （全国性） 18 队 | 葡萄牙足球甲级联赛（葡甲）（Liga Portugal 2） （全国性） 18 队 |
| 3    | 3    | 3    | 3    | 葡萄牙足球乙级联赛（葡乙）（Liga 3） （全国性） 24 队          | 葡萄牙足球乙级联赛（葡乙）（Liga 3） （全国性） 24 队          | 葡萄牙足球乙级联赛（葡乙）（Liga 3） （全国性） 24 队          | 葡萄牙足球乙级联赛（葡乙）（Liga 3） （全国性） 24 队          | 葡萄牙足球乙级联赛（葡乙）（Liga 3） （全国性） 24 队          | 葡萄牙足球乙级联赛（葡乙）（Liga 3） （全国性） 24 队          | 葡萄牙足球乙级联赛（葡乙）（Liga 3） （全国性） 24 队          | 葡萄牙足球乙级联赛（葡乙）（Liga 3） （全国性） 24 队          | 葡萄牙足球乙级联赛（葡乙）（Liga 3） （全国性） 24 队          | 葡萄牙足球乙级联赛（葡乙）（Liga 3） （全国性） 24 队          | 葡萄牙足球乙级联赛（葡乙）（Liga 3） （全国性） 24 队          | 葡萄牙足球乙级联赛（葡乙）（Liga 3） （全国性） 24 队          | 葡萄牙足球乙级联赛（葡乙）（Liga 3） （全国性） 24 队          | 葡萄牙足球乙级联赛（葡乙）（Liga 3） （全国性） 24 队          | 葡萄牙足球乙级联赛（葡乙）（Liga 3） （全国性） 24 队          | 葡萄牙足球乙级联赛（葡乙）（Liga 3） （全国性） 24 队          | 葡萄牙足球乙级联赛（葡乙）（Liga 3） （全国性） 24 队          | 葡萄牙足球乙级联赛（葡乙）（Liga 3） （全国性） 24 队          | 葡萄牙足球乙级联赛（葡乙）（Liga 3） （全国性） 24 队          | 葡萄牙足球乙级联赛（葡乙）（Liga 3） （全国性） 24 队          | 葡萄牙足球乙级联赛（葡乙）（Liga 3） （全国性） 24 队          | 葡萄牙足球乙级联赛（葡乙）（Liga 3） （全国性） 24 队          | 葡萄牙足球乙级联赛（葡乙）（Liga 3） （全国性） 24 队          | 葡萄牙足球乙级联赛（葡乙）（Liga 3） （全国性） 24 队          |
| 4    | 4    | 4    | 4    | 葡萄牙足球錦標聯賽（Campeonato de Portugal） 56 队             | 葡萄牙足球錦標聯賽（Campeonato de Portugal） 56 队             | 葡萄牙足球錦標聯賽（Campeonato de Portugal） 56 队             | 葡萄牙足球錦標聯賽（Campeonato de Portugal） 56 队             | 葡萄牙足球錦標聯賽（Campeonato de Portugal） 56 队             | 葡萄牙足球錦標聯賽（Campeonato de Portugal） 56 队             | 葡萄牙足球錦標聯賽（Campeonato de Portugal） 56 队             | 葡萄牙足球錦標聯賽（Campeonato de Portugal） 56 队             | 葡萄牙足球錦標聯賽（Campeonato de Portugal） 56 队             | 葡萄牙足球錦標聯賽（Campeonato de Portugal） 56 队             | 葡萄牙足球錦標聯賽（Campeonato de Portugal） 56 队             | 葡萄牙足球錦標聯賽（Campeonato de Portugal） 56 队             | 葡萄牙足球錦標聯賽（Campeonato de Portugal） 56 队             | 葡萄牙足球錦標聯賽（Campeonato de Portugal） 56 队             | 葡萄牙足球錦標聯賽（Campeonato de Portugal） 56 队             | 葡萄牙足球錦標聯賽（Campeonato de Portugal） 56 队             | 葡萄牙足球錦標聯賽（Campeonato de Portugal） 56 队             | 葡萄牙足球錦標聯賽（Campeonato de Portugal） 56 队             | 葡萄牙足球錦標聯賽（Campeonato de Portugal） 56 队             | 葡萄牙足球錦標聯賽（Campeonato de Portugal） 56 队             | 葡萄牙足球錦標聯賽（Campeonato de Portugal） 56 队             | 葡萄牙足球錦標聯賽（Campeonato de Portugal） 56 队             | 葡萄牙足球錦標聯賽（Campeonato de Portugal） 56 队             | 葡萄牙足球錦標聯賽（Campeonato de Portugal） 56 队             |
| 5-8  | 5-8  | 5-8  | 5-8  | 地方联赛                                                       | 地方联赛                                                       | 地方联赛                                                       | 地方联赛                                                       | 地方联赛                                                       | 地方联赛                                                       | 地方联赛                                                       | 地方联赛                                                       | 地方联赛                                                       | 地方联赛                                                       | 地方联赛                                                       | 地方联赛                                                       | 地方联赛                                                       | 地方联赛                                                       | 地方联赛                                                       | 地方联赛                                                       | 地方联赛                                                       | 地方联赛                                                       | 地方联赛                                                       | 地方联赛                                                       | 地方联赛                                                       | 地方联赛                                                       | 地方联赛                                                       | 地方联赛                                                       |

### 2023-24賽季
| 级别 | 级别 | 级别 | 级别 | 联赛                                                           | 联赛                                                           | 联赛                                                           | 联赛                                                           | 联赛                                                           | 联赛                                                           | 联赛                                                           | 联赛                                                           | 联赛                                                           | 联赛                                                           | 联赛                                                           | 联赛                                                           | 联赛                                                           | 联赛                                                           | 联赛                                                           | 联赛                                                           | 联赛                                                           | 联赛                                                           | 联赛                                                           | 联赛                                                           | 联赛                                                           | 联赛                                                           | 联赛                                                           | 联赛                                                           |
| 1    | 1    | 1    | 1    | 葡萄牙足球超级联赛（葡超）（Primeira Liga） （全国性） 18 队   | 葡萄牙足球超级联赛（葡超）（Primeira Liga） （全国性） 18 队   | 葡萄牙足球超级联赛（葡超）（Primeira Liga） （全国性） 18 队   | 葡萄牙足球超级联赛（葡超）（Primeira Liga） （全国性） 18 队   | 葡萄牙足球超级联赛（葡超）（Primeira Liga） （全国性） 18 队   | 葡萄牙足球超级联赛（葡超）（Primeira Liga） （全国性） 18 队   | 葡萄牙足球超级联赛（葡超）（Primeira Liga） （全国性） 18 队   | 葡萄牙足球超级联赛（葡超）（Primeira Liga） （全国性） 18 队   | 葡萄牙足球超级联赛（葡超）（Primeira Liga） （全国性） 18 队   | 葡萄牙足球超级联赛（葡超）（Primeira Liga） （全国性） 18 队   | 葡萄牙足球超级联赛（葡超）（Primeira Liga） （全国性） 18 队   | 葡萄牙足球超级联赛（葡超）（Primeira Liga） （全国性） 18 队   | 葡萄牙足球超级联赛（葡超）（Primeira Liga） （全国性） 18 队   | 葡萄牙足球超级联赛（葡超）（Primeira Liga） （全国性） 18 队   | 葡萄牙足球超级联赛（葡超）（Primeira Liga） （全国性） 18 队   | 葡萄牙足球超级联赛（葡超）（Primeira Liga） （全国性） 18 队   | 葡萄牙足球超级联赛（葡超）（Primeira Liga） （全国性） 18 队   | 葡萄牙足球超级联赛（葡超）（Primeira Liga） （全国性） 18 队   | 葡萄牙足球超级联赛（葡超）（Primeira Liga） （全国性） 18 队   | 葡萄牙足球超级联赛（葡超）（Primeira Liga） （全国性） 18 队   | 葡萄牙足球超级联赛（葡超）（Primeira Liga） （全国性） 18 队   | 葡萄牙足球超级联赛（葡超）（Primeira Liga） （全国性） 18 队   | 葡萄牙足球超级联赛（葡超）（Primeira Liga） （全国性） 18 队   | 葡萄牙足球超级联赛（葡超）（Primeira Liga） （全国性） 18 队   |
| 2    | 2    | 2    | 2    | 葡萄牙足球甲级联赛（葡甲）（Liga Portugal 2） （全国性） 18 队 | 葡萄牙足球甲级联赛（葡甲）（Liga Portugal 2） （全国性） 18 队 | 葡萄牙足球甲级联赛（葡甲）（Liga Portugal 2） （全国性） 18 队 | 葡萄牙足球甲级联赛（葡甲）（Liga Portugal 2） （全国性） 18 队 | 葡萄牙足球甲级联赛（葡甲）（Liga Portugal 2） （全国性） 18 队 | 葡萄牙足球甲级联赛（葡甲）（Liga Portugal 2） （全国性） 18 队 | 葡萄牙足球甲级联赛（葡甲）（Liga Portugal 2） （全国性） 18 队 | 葡萄牙足球甲级联赛（葡甲）（Liga Portugal 2） （全国性） 18 队 | 葡萄牙足球甲级联赛（葡甲）（Liga Portugal 2） （全国性） 18 队 | 葡萄牙足球甲级联赛（葡甲）（Liga Portugal 2） （全国性） 18 队 | 葡萄牙足球甲级联赛（葡甲）（Liga Portugal 2） （全国性） 18 队 | 葡萄牙足球甲级联赛（葡甲）（Liga Portugal 2） （全国性） 18 队 | 葡萄牙足球甲级联赛（葡甲）（Liga Portugal 2） （全国性） 18 队 | 葡萄牙足球甲级联赛（葡甲）（Liga Portugal 2） （全国性） 18 队 | 葡萄牙足球甲级联赛（葡甲）（Liga Portugal 2） （全国性） 18 队 | 葡萄牙足球甲级联赛（葡甲）（Liga Portugal 2） （全国性） 18 队 | 葡萄牙足球甲级联赛（葡甲）（Liga Portugal 2） （全国性） 18 队 | 葡萄牙足球甲级联赛（葡甲）（Liga Portugal 2） （全国性） 18 队 | 葡萄牙足球甲级联赛（葡甲）（Liga Portugal 2） （全国性） 18 队 | 葡萄牙足球甲级联赛（葡甲）（Liga Portugal 2） （全国性） 18 队 | 葡萄牙足球甲级联赛（葡甲）（Liga Portugal 2） （全国性） 18 队 | 葡萄牙足球甲级联赛（葡甲）（Liga Portugal 2） （全国性） 18 队 | 葡萄牙足球甲级联赛（葡甲）（Liga Portugal 2） （全国性） 18 队 | 葡萄牙足球甲级联赛（葡甲）（Liga Portugal 2） （全国性） 18 队 |
| 3    | 3    | 3    | 3    | 葡萄牙足球乙级联赛（葡乙）（Liga 3） （全国性） 20 队          | 葡萄牙足球乙级联赛（葡乙）（Liga 3） （全国性） 20 队          | 葡萄牙足球乙级联赛（葡乙）（Liga 3） （全国性） 20 队          | 葡萄牙足球乙级联赛（葡乙）（Liga 3） （全国性） 20 队          | 葡萄牙足球乙级联赛（葡乙）（Liga 3） （全国性） 20 队          | 葡萄牙足球乙级联赛（葡乙）（Liga 3） （全国性） 20 队          | 葡萄牙足球乙级联赛（葡乙）（Liga 3） （全国性） 20 队          | 葡萄牙足球乙级联赛（葡乙）（Liga 3） （全国性） 20 队          | 葡萄牙足球乙级联赛（葡乙）（Liga 3） （全国性） 20 队          | 葡萄牙足球乙级联赛（葡乙）（Liga 3） （全国性） 20 队          | 葡萄牙足球乙级联赛（葡乙）（Liga 3） （全国性） 20 队          | 葡萄牙足球乙级联赛（葡乙）（Liga 3） （全国性） 20 队          | 葡萄牙足球乙级联赛（葡乙）（Liga 3） （全国性） 20 队          | 葡萄牙足球乙级联赛（葡乙）（Liga 3） （全国性） 20 队          | 葡萄牙足球乙级联赛（葡乙）（Liga 3） （全国性） 20 队          | 葡萄牙足球乙级联赛（葡乙）（Liga 3） （全国性） 20 队          | 葡萄牙足球乙级联赛（葡乙）（Liga 3） （全国性） 20 队          | 葡萄牙足球乙级联赛（葡乙）（Liga 3） （全国性） 20 队          | 葡萄牙足球乙级联赛（葡乙）（Liga 3） （全国性） 20 队          | 葡萄牙足球乙级联赛（葡乙）（Liga 3） （全国性） 20 队          | 葡萄牙足球乙级联赛（葡乙）（Liga 3） （全国性） 20 队          | 葡萄牙足球乙级联赛（葡乙）（Liga 3） （全国性） 20 队          | 葡萄牙足球乙级联赛（葡乙）（Liga 3） （全国性） 20 队          | 葡萄牙足球乙级联赛（葡乙）（Liga 3） （全国性） 20 队          |
| 4    | 4    | 4    | 4    | 葡萄牙足球錦標聯賽（Campeonato de Portugal） 56 队             | 葡萄牙足球錦標聯賽（Campeonato de Portugal） 56 队             | 葡萄牙足球錦標聯賽（Campeonato de Portugal） 56 队             | 葡萄牙足球錦標聯賽（Campeonato de Portugal） 56 队             | 葡萄牙足球錦標聯賽（Campeonato de Portugal） 56 队             | 葡萄牙足球錦標聯賽（Campeonato de Portugal） 56 队             | 葡萄牙足球錦標聯賽（Campeonato de Portugal） 56 队             | 葡萄牙足球錦標聯賽（Campeonato de Portugal） 56 队             | 葡萄牙足球錦標聯賽（Campeonato de Portugal） 56 队             | 葡萄牙足球錦標聯賽（Campeonato de Portugal） 56 队             | 葡萄牙足球錦標聯賽（Campeonato de Portugal） 56 队             | 葡萄牙足球錦標聯賽（Campeonato de Portugal） 56 队             | 葡萄牙足球錦標聯賽（Campeonato de Portugal） 56 队             | 葡萄牙足球錦標聯賽（Campeonato de Portugal） 56 队             | 葡萄牙足球錦標聯賽（Campeonato de Portugal） 56 队             | 葡萄牙足球錦標聯賽（Campeonato de Portugal） 56 队             | 葡萄牙足球錦標聯賽（Campeonato de Portugal） 56 队             | 葡萄牙足球錦標聯賽（Campeonato de Portugal） 56 队             | 葡萄牙足球錦標聯賽（Campeonato de Portugal） 56 队             | 葡萄牙足球錦標聯賽（Campeonato de Portugal） 56 队             | 葡萄牙足球錦標聯賽（Campeonato de Portugal） 56 队             | 葡萄牙足球錦標聯賽（Campeonato de Portugal） 56 队             | 葡萄牙足球錦標聯賽（Campeonato de Portugal） 56 队             | 葡萄牙足球錦標聯賽（Campeonato de Portugal） 56 队             |
| 5-8  | 5-8  | 5-8  | 5-8  | 地方联赛                                                       | 地方联赛                                                       | 地方联赛                                                       | 地方联赛                                                       | 地方联赛                                                       | 地方联赛                                                       | 地方联赛                                                       | 地方联赛                                                       | 地方联赛                                                       | 地方联赛                                                       | 地方联赛                                                       | 地方联赛                                                       | 地方联赛                                                       | 地方联赛                                                       | 地方联赛                                                       | 地方联赛                                                       | 地方联赛                                                       | 地方联赛                                                       | 地方联赛                                                       | 地方联赛                                                       | 地方联赛                                                       | 地方联赛                                                       | 地方联赛                                                       | 地方联赛                                                       |

## 女子
| 级别 | 级别 | 级别 | 级别 | 联赛                                                   | 联赛                                                   | 联赛                                                   | 联赛                                                   | 联赛                                                   | 联赛                                                   | 联赛                                                   | 联赛                                                   | 联赛                                                   | 联赛                                                   | 联赛                                                   | 联赛                                                   | 联赛                                                   | 联赛                                                   | 联赛                                                   | 联赛                                                   | 联赛                                                   | 联赛                                                   | 联赛                                                   | 联赛                                                   | 联赛                                                   | 联赛                                                   | 联赛                                                   | 联赛                                                   |
| 1    | 1    | 1    | 1    | 葡萄牙女子足球全國聯賽（Campeonato Nacional Feminino） | 葡萄牙女子足球全國聯賽（Campeonato Nacional Feminino） | 葡萄牙女子足球全國聯賽（Campeonato Nacional Feminino） | 葡萄牙女子足球全國聯賽（Campeonato Nacional Feminino） | 葡萄牙女子足球全國聯賽（Campeonato Nacional Feminino） | 葡萄牙女子足球全國聯賽（Campeonato Nacional Feminino） | 葡萄牙女子足球全國聯賽（Campeonato Nacional Feminino） | 葡萄牙女子足球全國聯賽（Campeonato Nacional Feminino） | 葡萄牙女子足球全國聯賽（Campeonato Nacional Feminino） | 葡萄牙女子足球全國聯賽（Campeonato Nacional Feminino） | 葡萄牙女子足球全國聯賽（Campeonato Nacional Feminino） | 葡萄牙女子足球全國聯賽（Campeonato Nacional Feminino） | 葡萄牙女子足球全國聯賽（Campeonato Nacional Feminino） | 葡萄牙女子足球全國聯賽（Campeonato Nacional Feminino） | 葡萄牙女子足球全國聯賽（Campeonato Nacional Feminino） | 葡萄牙女子足球全國聯賽（Campeonato Nacional Feminino） | 葡萄牙女子足球全國聯賽（Campeonato Nacional Feminino） | 葡萄牙女子足球全國聯賽（Campeonato Nacional Feminino） | 葡萄牙女子足球全國聯賽（Campeonato Nacional Feminino） | 葡萄牙女子足球全國聯賽（Campeonato Nacional Feminino） | 葡萄牙女子足球全國聯賽（Campeonato Nacional Feminino） | 葡萄牙女子足球全國聯賽（Campeonato Nacional Feminino） | 葡萄牙女子足球全國聯賽（Campeonato Nacional Feminino） | 葡萄牙女子足球全國聯賽（Campeonato Nacional Feminino） |
| 2    | 2    | 2    | 2    | Campeonato Nacional II Divisão Feminino                | Campeonato Nacional II Divisão Feminino                | Campeonato Nacional II Divisão Feminino                | Campeonato Nacional II Divisão Feminino                | Campeonato Nacional II Divisão Feminino                | Campeonato Nacional II Divisão Feminino                | Campeonato Nacional II Divisão Feminino                | Campeonato Nacional II Divisão Feminino                | Campeonato Nacional II Divisão Feminino                | Campeonato Nacional II Divisão Feminino                | Campeonato Nacional II Divisão Feminino                | Campeonato Nacional II Divisão Feminino                | Campeonato Nacional II Divisão Feminino                | Campeonato Nacional II Divisão Feminino                | Campeonato Nacional II Divisão Feminino                | Campeonato Nacional II Divisão Feminino                | Campeonato Nacional II Divisão Feminino                | Campeonato Nacional II Divisão Feminino                | Campeonato Nacional II Divisão Feminino                | Campeonato Nacional II Divisão Feminino                | Campeonato Nacional II Divisão Feminino                | Campeonato Nacional II Divisão Feminino                | Campeonato Nacional II Divisão Feminino                | Campeonato Nacional II Divisão Feminino                |
| 3    | 3    | 3    | 3    | Campeonato Nacional de Futebol Feminino III Divisão    | Campeonato Nacional de Futebol Feminino III Divisão    | Campeonato Nacional de Futebol Feminino III Divisão    | Campeonato Nacional de Futebol Feminino III Divisão    | Campeonato Nacional de Futebol Feminino III Divisão    | Campeonato Nacional de Futebol Feminino III Divisão    | Campeonato Nacional de Futebol Feminino III Divisão    | Campeonato Nacional de Futebol Feminino III Divisão    | Campeonato Nacional de Futebol Feminino III Divisão    | Campeonato Nacional de Futebol Feminino III Divisão    | Campeonato Nacional de Futebol Feminino III Divisão    | Campeonato Nacional de Futebol Feminino III Divisão    | Campeonato Nacional de Futebol Feminino III Divisão    | Campeonato Nacional de Futebol Feminino III Divisão    | Campeonato Nacional de Futebol Feminino III Divisão    | Campeonato Nacional de Futebol Feminino III Divisão    | Campeonato Nacional de Futebol Feminino III Divisão    | Campeonato Nacional de Futebol Feminino III Divisão    | Campeonato Nacional de Futebol Feminino III Divisão    | Campeonato Nacional de Futebol Feminino III Divisão    | Campeonato Nacional de Futebol Feminino III Divisão    | Campeonato Nacional de Futebol Feminino III Divisão    | Campeonato Nacional de Futebol Feminino III Divisão    | Campeonato Nacional de Futebol Feminino III Divisão    |